# Saillac (Lot)
Pour les articles homonymes, voir Saillac.
Saillac est une commune française, située dans le sud du département du Lot en région Occitanie.
Elle est également dans le causse de Limogne, un des quatre causses du Quercy, dénudé et clairsemé de champs de lavande, de genévriers et de chênes truffiers.
Exposée à un climat océanique altéré, elle est drainée par la Lère, le ruisseau de Saint-Laurent et par deux autres cours d'eau. Incluse dans le parc naturel régional des Causses du Quercy, qui a depuis 2017 le label de géoparc mondial Unesco, la commune possède un patrimoine naturel remarquable :  un espace protégé (la réserve naturelle nationale d'intérêt géologique du département du Lot) et quatre zones naturelles d'intérêt écologique, faunistique et floristique.
Saillac est une commune rurale qui compte 148 habitants en 2022, après avoir connu un pic de population de 856 habitants en 1800.  Ses habitants sont appelés les Saillacois ou  Saillacoises.

## Géographie
Commune située dans le Quercy sur la Lère morte en limite du département de Tarn-et-Garonne.

### Communes limitrophes
La commune est limitrophe du département de Tarn-et-Garonne.
Les communes limitrophes sont  Bach, Beauregard, Saint-Projet et Varaire.
|      | Varaire                        |            |
| Bach | Saillac                        | Beauregard |
|      | Saint-Projet (Tarn-et-Garonne) |            |

### Climat
Pour des articles plus généraux, voir Climat de l'Occitanie et Climat du Lot.
En 2010, le climat de la commune est de type climat océanique altéré, selon une étude s'appuyant sur une série de données couvrant la période 1971-2000. En 2020, Météo-France publie une typologie des climats de la France métropolitaine dans laquelle la commune est toujours exposée à un climat océanique altéré et est dans une zone de transition entre les régions climatiques « Aquitaine, Gascogne » et « Ouest et nord-ouest du Massif Central ». La première est caractérisée par une pluviométrie abondante au printemps, modérée en automne, un faible ensoleillement au printemps, un été chaud (19,5 °C), des vents faibles, des brouillards fréquents en automne et en hiver et des orages fréquents en été (15 à 20 jours).  La seconde présente une pluviométrie annuelle de 900 à 1 500 mm, maximale en automne et en hiver.
Pour la période 1971-2000, la température annuelle moyenne est de 11,8 °C, avec une amplitude thermique annuelle de 15,3 °C. Le cumul annuel moyen de précipitations est de 912 mm, avec 12 jours de précipitations en janvier et 6,3 jours en juillet. Pour la période 1991-2020, la température moyenne annuelle observée sur la station météorologique la plus proche, située sur la commune du Montat à 25 km à vol d'oiseau, est de 13,3 °C et le cumul annuel moyen de précipitations est de 824,6 mm,. Pour l'avenir, les paramètres climatiques de la commune estimés pour 2050 selon différents scénarios d’émission de gaz à effet de serre sont consultables sur un site dédié publié par Météo-France en novembre 2022.

### Milieux naturels et biodiversité

#### Espaces protégés
La protection réglementaire est le mode d’intervention le plus fort pour préserver des espaces naturels remarquables et leur biodiversité associée,.
La commune fait partie du parc naturel régional des Causses du Quercy, un espace protégé créé en 1999 et d'une superficie de 183 039 ha, qui s'étend sur 102 communes du département du Lot. La cohérence du territoire du Parc s’est fondée sur l’unité géologique d’un même socle de massif karstique, entaillé de profondes vallées. Le périmètre repose sur une unité de paysages autour de la pierre et du bâti (souvent en pierre sèche), de l’empreinte des pelouses sèches et du pastoralisme et de l’omniprésence des patrimoines naturels et culturels,. Ce parc a été classé Géoparc en mai 2017 sous la dénomination « géoparc des causses du Quercy », faisant dès lors partie du réseau mondial des Géoparcs, soutenu par l’UNESCO,.
Un  autre espace protégé est présent sur la commune : 
la réserve naturelle nationale d'intérêt géologique du département du Lot, classée en 2015 et d'une superficie de 800 ha, composée de 59 sites d'intérêts géomorphologique, minéralogique, tectonique et paléontologique remarquables,.

#### Zones naturelles d'intérêt écologique, faunistique et floristique
L’inventaire des zones naturelles d'intérêt écologique, faunistique et floristique (ZNIEFF) a pour objectif de réaliser une couverture des zones les plus intéressantes sur le plan écologique, essentiellement dans la perspective d’améliorer la connaissance du patrimoine naturel national et de fournir aux différents décideurs un outil d’aide à la prise en compte de l’environnement dans l’aménagement du territoire.
Trois ZNIEFF de type 1 sont recensées sur la commune :
- les « bois d´Aubrelong, vallée de la Lère morte et vallons annexes » (1 470 ha), couvrant 8 communes dont trois dans le Lot et cinq dans le Tarn-et-Garonne[19] ;
- « Cuzoul de Frayssinet » (217 ha), couvrant 2 communes du département[20],
- les « vallons bocagers du ruisseau de Boulat et des cours d'eau tributaires » (496 ha), couvrant 4 communes dont trois dans le Lot et une dans le Tarn-et-Garonne[21] ;

et une ZNIEFF de type 2, : 
le « causse de Caylus, vallée de Sietges et haute vallée de la Lère » (8 815 ha), couvrant 13 communes dont cinq dans le Lot et huit dans le Tarn-et-Garonne.

Cartes des ZNIEFF de type 1 et 2 à Saillac.
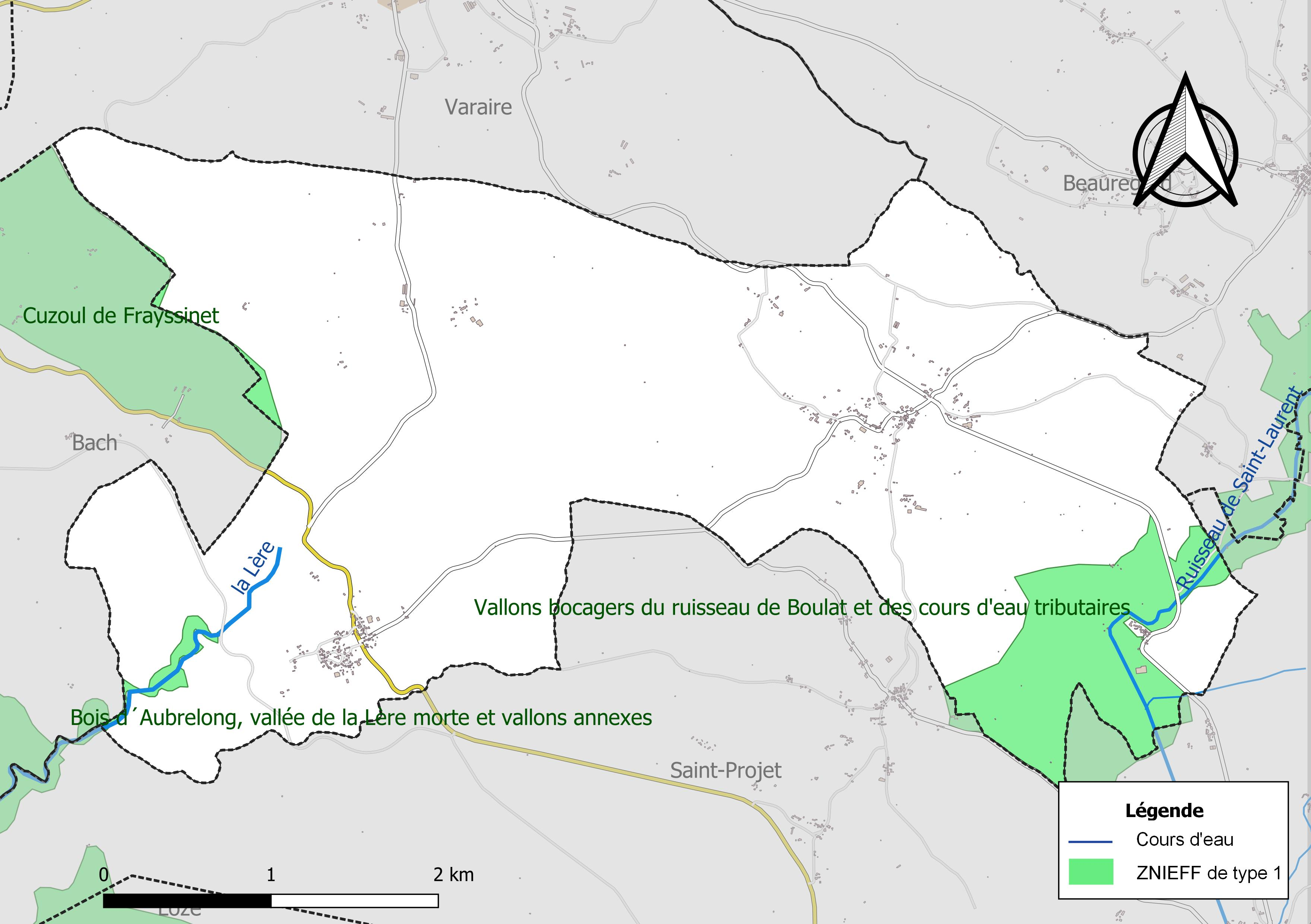
Carte des ZNIEFF de type 1 sur la commune.
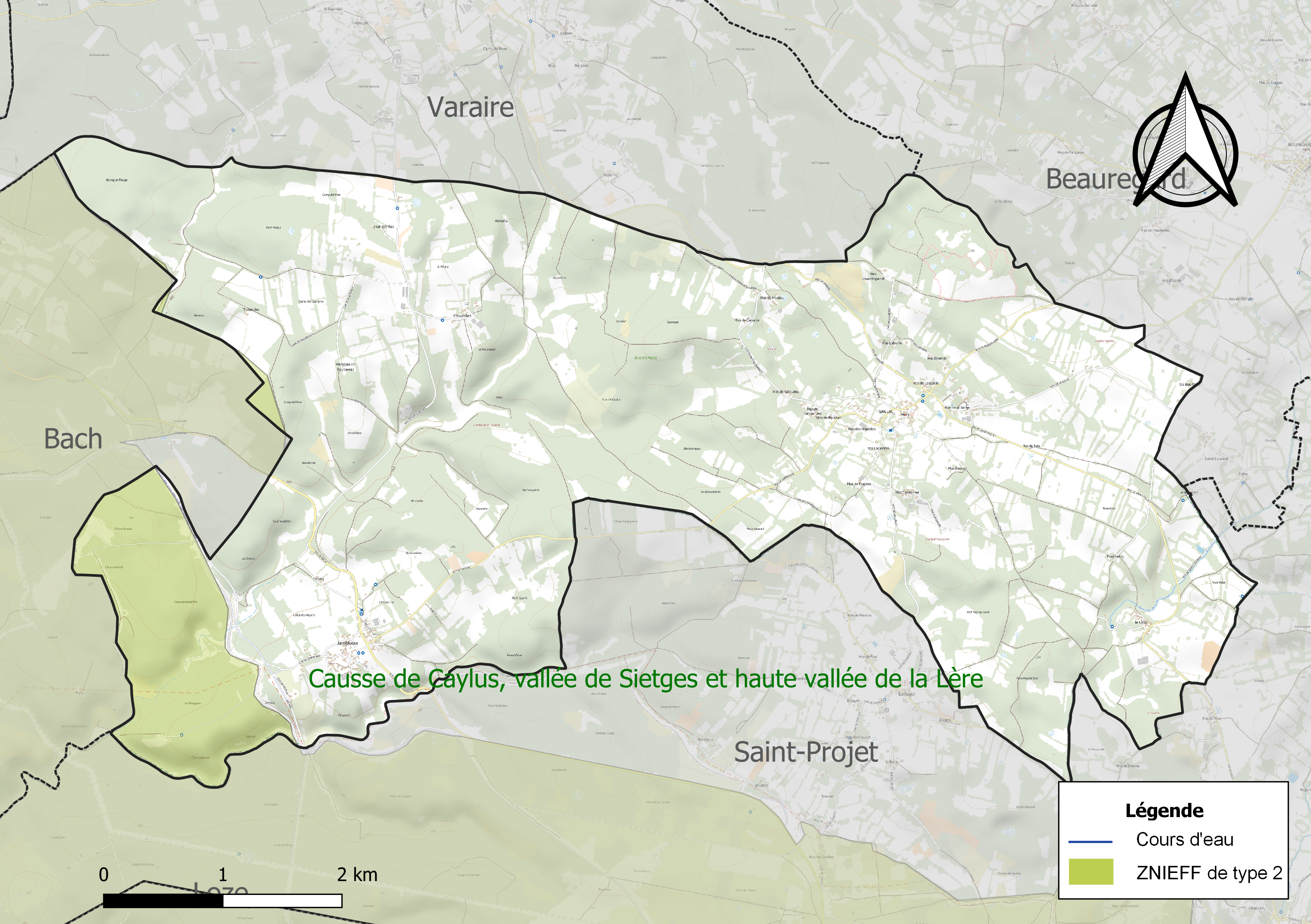
Carte de la ZNIEFF de type 2 sur la commune.

## Urbanisme

### Typologie
Au 1er janvier 2024, Saillac est catégorisée commune rurale à habitat très dispersé, selon la nouvelle grille communale de densité à sept niveaux définie par l'Insee en 2022.
Elle est située hors unité urbaine et hors attraction des villes,.

### Occupation des sols
L'occupation des sols de la commune, telle qu'elle ressort de la base de données européenne d’occupation biophysique des sols Corine Land Cover (CLC), est marquée par l'importance des forêts et milieux semi-naturels (57,7 % en 2018), une proportion identique à celle de 1990 (57,7 %). La répartition détaillée en 2018 est la suivante : 
forêts (57,7 %), zones agricoles hétérogènes (36,4 %), prairies (5,8 %). L'évolution de l’occupation des sols de la commune et de ses infrastructures peut être observée sur les différentes représentations cartographiques du territoire : la carte de Cassini (XVIIIe siècle), la carte d'état-major (1820-1866) et les cartes ou photos aériennes de l'IGN pour la période actuelle (1950 à aujourd'hui).

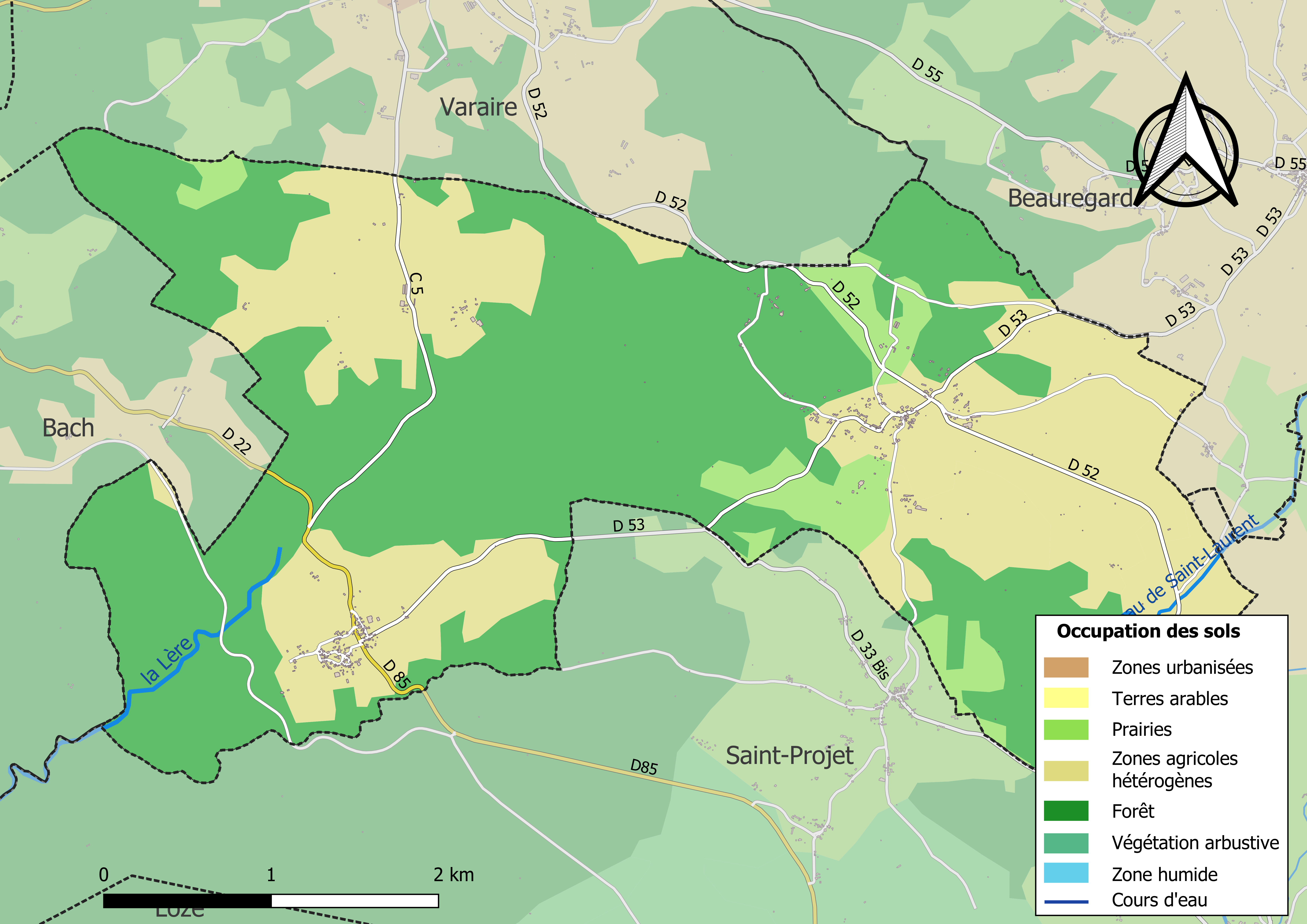
Carte des infrastructures et de l'occupation des sols de la commune en 2018 (CLC).

### Risques majeurs
Le territoire de la commune de Saillac est vulnérable à différents aléas naturels : météorologiques (tempête, orage, neige, grand froid, canicule ou sécheresse), feux de forêts, mouvements de terrains et séisme (sismicité très faible). Un site publié par le BRGM permet d'évaluer simplement et rapidement les risques d'un bien localisé soit par son adresse soit par le numéro de sa parcelle.
Saillac est exposée au risque de feu de forêt. Un plan départemental de protection des forêts contre les incendies a été approuvé par arrêté préfectoral le 30 novembre 2015 pour la période 2015-2025. Les propriétaires doivent ainsi couper les broussailles, les arbustes et les branches basses sur une profondeur de 50 mètres, aux abords des constructions, chantiers, travaux et installations de toute nature, situées à moins de 200 mètres de terrains en nature
de bois, forêts, plantations, reboisements, landes ou friches. Le brûlage des déchets issus de l’entretien des parcs et jardins des ménages et des collectivités est interdit. L’écobuage est également interdit, ainsi que les feux de type méchouis et barbecues, à l’exception de ceux prévus dans des installations fixes (non situées sous couvert d'arbres) constituant une dépendance d'habitation.

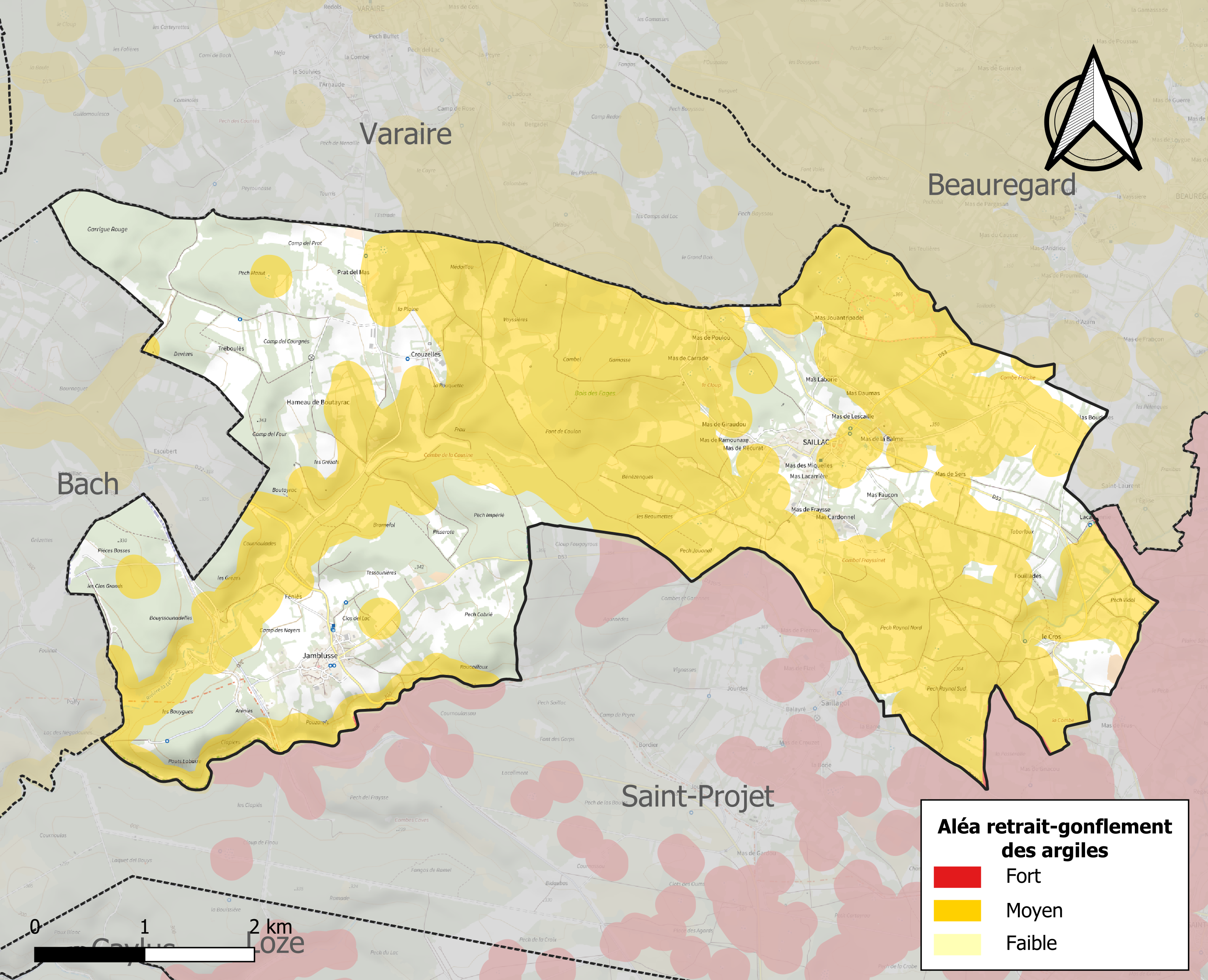
Carte des zones d'aléa retrait-gonflement des sols argileux de Saillac.

Les mouvements de terrains susceptibles de se produire sur la commune sont des affaissements et effondrements liés aux cavités souterraines (hors mines) et des éboulements, chutes de pierres et de blocs. Par ailleurs, afin de mieux appréhender le risque d’affaissement de terrain, l'inventaire national des cavités souterraines permet de localiser celles situées sur la commune.
Le retrait-gonflement des sols argileux est susceptible d'engendrer des dommages importants aux bâtiments en cas d’alternance de périodes de sécheresse et de pluie. 61,7 % de la superficie communale est en aléa moyen ou fort (67,7 % au niveau départemental et 48,5 % au niveau national). Sur les 149 bâtiments dénombrés sur la commune en 2019, 56 sont en aléa moyen ou fort, soit 38 %, à comparer aux 72 % au niveau départemental et 54 % au niveau national. Une cartographie de l'exposition du territoire national au retrait gonflement des sols argileux est disponible sur le site du BRGM,.
Par ailleurs, afin de mieux appréhender le risque d’affaissement de terrain, l'inventaire national des cavités souterraines permet de localiser celles situées sur la commune.
La commune a été reconnue en état de catastrophe naturelle au titre des dommages causés par les inondations et coulées de boue survenues en 1982 et 1999. Concernant les mouvements de terrains, la commune a été reconnue en état de catastrophe naturelle au titre des dommages causés par des mouvements de terrain en 1999.

## Toponymie
Le toponyme Saillac est basé sur de l'anthroponyme latin ou roman Salius. La terminaison -ac est issue du suffixe gaulois -acon (lui-même du celtique commun *-āko-), souvent latinisé en -acum dans les textes.

## Politique et administration
| Période                                  | Période  | Identité              | Étiquette | Qualité |
| ---------------------------------------- | -------- | --------------------- | --------- | ------- |
| 1802                                     | 1804     | Jean Bouissou         |           |         |
| 1804                                     | 1808     | Pierre Delpech        |           |         |
| 1808                                     | 1825     | Jean Pierre Lafon     |           |         |
| 1825                                     | 1830     | Joseph Rames          |           |         |
| 1830                                     | 1831     | Etienne Romec         |           |         |
| 1832                                     | 1834     | Jean Pierre Delpech   |           |         |
| 1835                                     | 1852     | Jean Fraissinet       |           |         |
| 1852                                     | 1870     | François Guiral       |           |         |
| 1870                                     | 1884     | Jean Pierre Lafon     |           |         |
| 01.1884                                  | 03.1884  | Pierre Emmanuel Coste |           |         |
| 1884                                     | 1900     | Antoine Courrejou     |           |         |
| 1900                                     | 1903     | Léopold Raujol        |           |         |
| 2001                                     | 2008     | Georges Castelnau     |           |         |
| 2008                                     | En cours | Gérard Lacan          |           |         |
| Les données manquantes sont à compléter. |          |                       |           |         |

## Démographie
L'évolution du nombre d'habitants est connue à travers les recensements de la population effectués dans la commune depuis 1793. Pour les communes de moins de 10 000 habitants, une enquête de recensement portant sur toute la population est réalisée tous les cinq ans, les populations de référence des années intermédiaires étant quant à elles estimées par interpolation ou extrapolation. Pour la commune, le premier recensement exhaustif entrant dans le cadre du nouveau dispositif a été réalisé en 2008.

En 2022, la commune comptait 148 habitants, en évolution de −8,07 % par rapport à 2016 (Lot : +1,31 %, France hors Mayotte : +2,11 %).
| 1793 | 1800 | 1806 | 1821 | 1831 | 1836 | 1841 | 1846 | 1851 |
| ---- | ---- | ---- | ---- | ---- | ---- | ---- | ---- | ---- |
| 366  | 856  | 847  | 797  | 803  | 732  | 736  | 748  | 778  |

| 1856 | 1861 | 1866 | 1872 | 1876 | 1881 | 1886 | 1891 | 1896 |
| ---- | ---- | ---- | ---- | ---- | ---- | ---- | ---- | ---- |
| 730  | 740  | 742  | 696  | 692  | 685  | 680  | 637  | 574  |

| 1901 | 1906 | 1911 | 1921 | 1926 | 1931 | 1936 | 1946 | 1954 |
| ---- | ---- | ---- | ---- | ---- | ---- | ---- | ---- | ---- |
| 526  | 543  | 516  | 360  | 335  | 321  | 285  | 265  | 208  |

| 1962 | 1968 | 1975 | 1982 | 1990 | 1999 | 2006 | 2008 | 2013 |
| ---- | ---- | ---- | ---- | ---- | ---- | ---- | ---- | ---- |
| 162  | 135  | 118  | 109  | 114  | 118  | 135  | 140  | 161  |

| 2018 | 2022 | - | - | - | - | - | - | - |
| ---- | ---- | - | - | - | - | - | - | - |
| 156  | 148  | - | - | - | - | - | - | - |

## Économie

### Revenus
En 2018, la commune compte 73 ménages fiscaux, regroupant 142 personnes. La médiane du revenu disponible par unité de consommation est de 19 280 € (20 740 € dans le département).

### Emploi
|                | 2008   | 2013   | 2018   |
| -------------- | ------ | ------ | ------ |
| Commune        | 10,7 % | 13,2 % | 16,5 % |
| Département    | 7,3 %  | 8,9 %  | 9,6 %  |
| France entière | 8,3 %  | 10 %   | 10 %   |

En 2018, la population âgée de 15 à 64 ans s'élève à 85 personnes, parmi lesquelles on compte 84,7 % d'actifs (68,2 % ayant un emploi et 16,5 % de chômeurs) et 15,3 % d'inactifs,. Depuis 2008, le taux de chômage communal (au sens du recensement) des 15-64 ans est supérieur à celui de la France et du département.
La commune est hors attraction des villes,. Elle compte 27 emplois en 2018, contre 23 en 2013 et 23 en 2008. Le nombre d'actifs ayant un emploi résidant dans la commune est de 61, soit un indicateur de concentration d'emploi de 44,2 % et un taux d'activité parmi les 15 ans ou plus de 56,5 %.
Sur ces 61 actifs de 15 ans ou plus ayant un emploi, 19 travaillent dans la commune, soit 31 % des habitants. Pour se rendre au travail, 82 % des habitants utilisent un véhicule personnel ou de fonction à quatre roues, 9,8 % s'y rendent en deux-roues, à vélo ou à pied et 8,2 % n'ont pas besoin de transport (travail au domicile).

### Activités hors agriculture
18 établissements sont implantés  à Saillac au 31 décembre 2019.
Le secteur de la construction est prépondérant sur la commune puisqu'il représente 50 % du nombre total d'établissements de la commune (9 sur les 18 entreprises implantées  à Saillac), contre 13,9 % au niveau départemental.

### Agriculture
|               | 1988 | 2000 | 2010 | 2020 |
| ------------- | ---- | ---- | ---- | ---- |
| Exploitations | 18   | 12   | 11   | 9    |
| SAU (ha)      | 508  | 644  | 660  | 600  |

La commune est dans les Causses », une petite région agricole occupant une grande partie centrale du département du Lot. En 2020, l'orientation technico-économique de l'agriculture  sur la commune est l'élevage d'équidés et/ou d' autres herbivores. Neuf exploitations agricoles ayant leur siège dans la commune sont dénombrées lors du recensement agricole de 2020 (18 en 1988). La superficie agricole utilisée est de 600 ha,,.

## Culture locale et patrimoine

### Lieux et monuments
- Église Sainte-Madeleine de Jamblusse.
- Église Saint-Martin de Saillac. L'édifice est référencé dans la base Mérimée et à l'Inventaire général de la région Occitanie[40].
- Menhir de Saillac : menhir de plus de 2 mètres de haut qui a fait l'objet d'une christianisation. 44° 19′ 54″ N, 1° 45′ 26″ E
- Dolmen dit de Crouzelle (appelé aussi Dolmen de la Rouquette) : les deux orthostates de plus de 3 mètres de long sont encore en place mais la table a basculé sur l'entrée, la chambre sépulcrale a été comblée avec de la pierraille.  Inscrit MH (1959) Notice no PA00095211

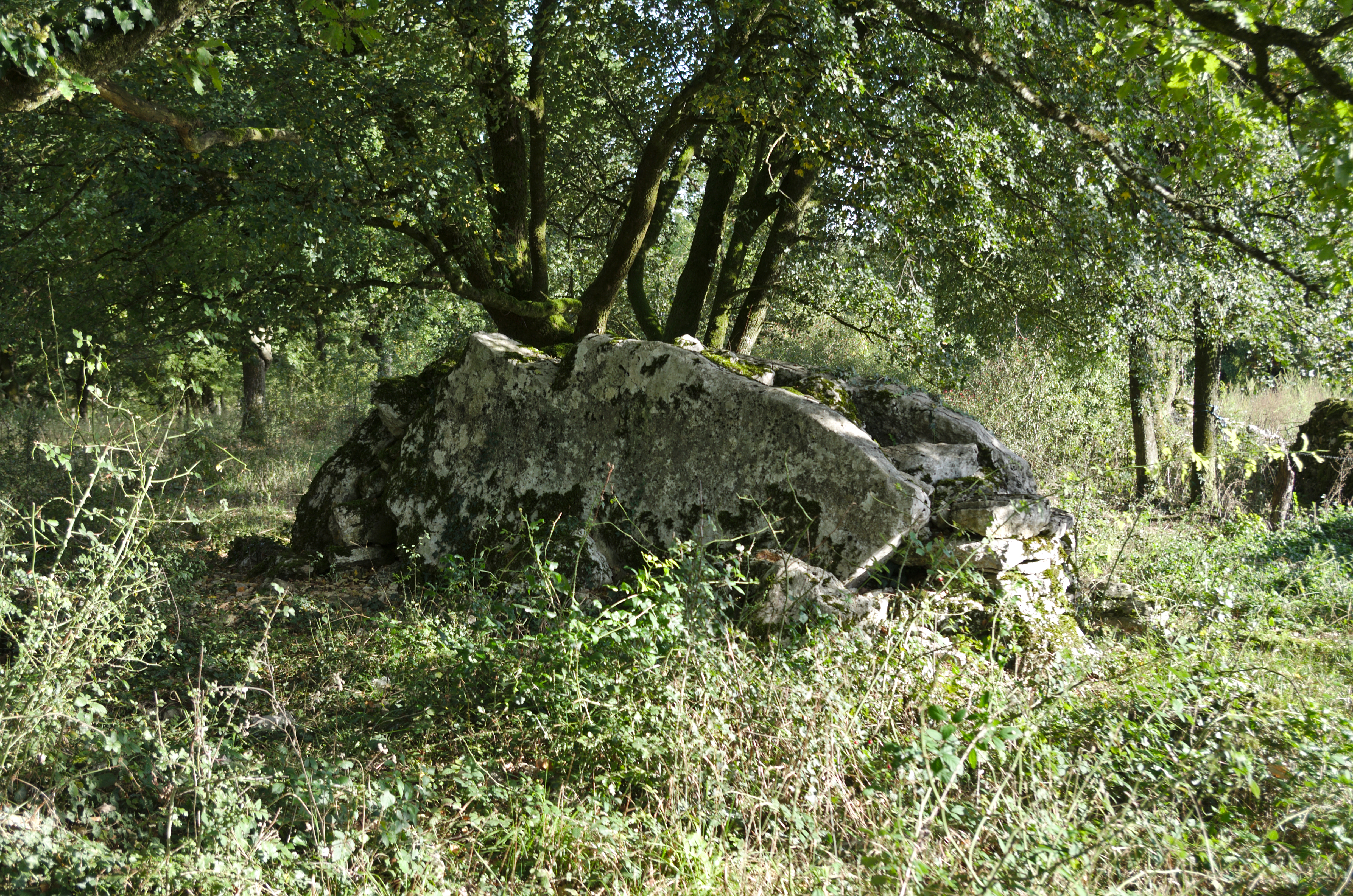
Dolmen de Crouzelles
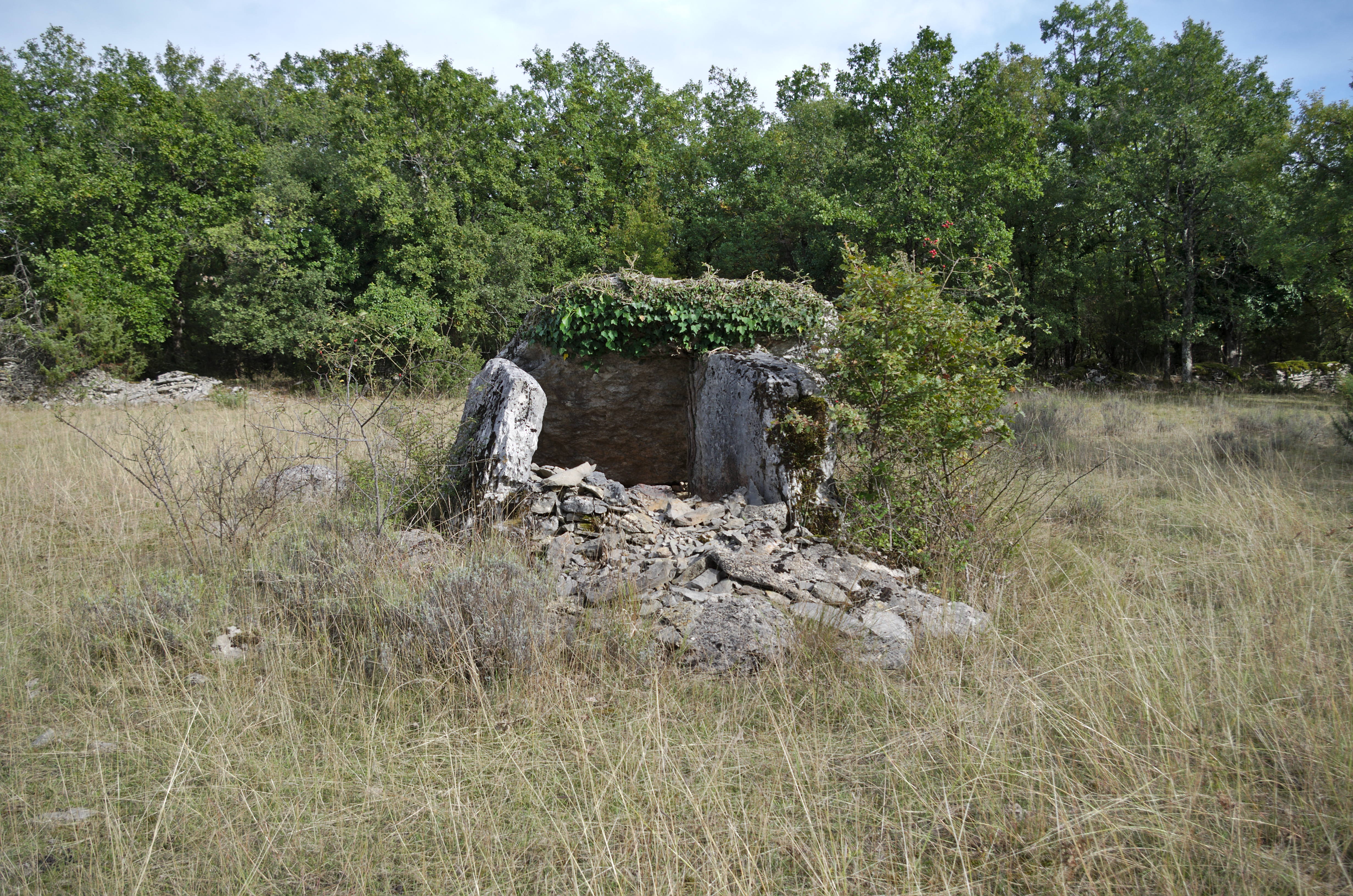
Dolmen n°2 de Dirau

- Dolmens de Dirau : c'est un ensemble de trois dolmens. La table (estimation 15 tonnes) du dolmen n°1 comme celle (estimation 6 tonnes) du dolmen n°2 ont glissé de leurs supports, quant à celle du dolmen n°3 elle s'est effondrée en écrasant ses orthostates. Le dolmen n° 2 est  Inscrit MH (1959) Notice no PA00095212
- Dolmen du Clos-Grand : la table (estimation 5 tonnes) est toujours en place. Le dolmen est  Inscrit MH (1959) Notice no PA00095213
- Dolmen du Pech Bayssou
- Jamblusse : hameau en bordure du camp militaire.